# فرودگاه ارچیم
فرودگاه ارچیم (به انگلیسی: Erechim Airport) (به زبان بومی: Aeroporto de Erechim) یک فرودگاه همگانی مسافربری با کد یاتا ERM است که یک باند فرود آسفالت دارد و طول باند آن ۱۲۸۰ متر است. این فرودگاه در شهر ارچیم کشور برزیل قرار دارد و در ارتفاع ۷۶۱ متری از سطح دریا واقع شده است.